# 喷神James
《The Angry Video Game Nerd》（AVGN，原意“愤怒电玩宅”，中國大陸俗称“喷神James”、“怒之电玩煞星”）是一部惡搞讽刺式怀旧电子游戏评论系列片，由业余制作人詹姆斯·罗弗领衔制作及主持，在GameTrailers和ScrewAttack两大平台网站发布，影片亦在YouTube播出。

## 节目内容及特色

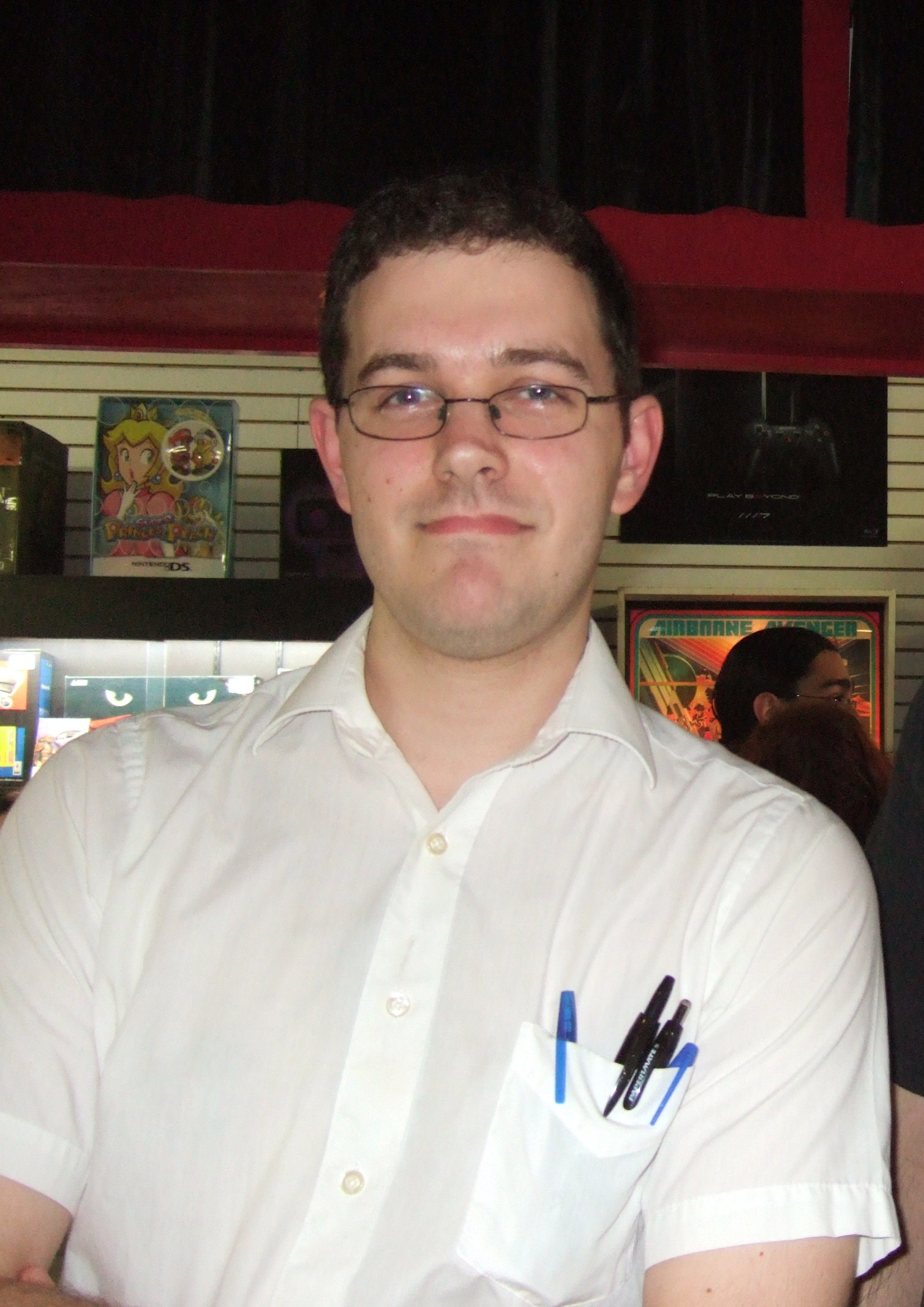
詹姆斯·D·罗弗在新泽西的一个电子游戏纪念会上

节目的主题是以疯狂搞怪的形式向观众介绍一些旧游戏主机上的劣质游戏。由詹姆斯出演的主角“The Angry Video Game Nerd”是个有些歇斯底里情绪的游戏玩家，說新泽西口音的英语，总穿着一件衬衣还在口袋里插满笔，愛喝Rolling Rock以“抚慰烂游戏带来的痛苦”（後期主要喝的是云岭啤酒）。每集的内容通常是“The Nerd”向观众介绍及演示游戏并被游戏（或遊戲主機）的低下质素折磨得发疯而火冒三丈大爆粗口，盛怒之下有时还会以各种方式“摧毁”本集内所评论的游戏（少數遊戲主機也會這樣破壞），如把卡匣扔進垃圾桶、塞进烤面包机、以鐵鎚或電鑽碎屍等，而遊戲主機的破壞方式，如Amiga CD32用噴火槍將其破壞或Sega 32X用火點燃汽油並用箭射擊破壞。
有时节目中也会有一些“特别来宾”，往往与本集所介绍的游戏有关，比如兔巴哥、蜘蛛人、弗莱迪（《半夜鬼上床》中的杀人狂）、杰森（《十三號星期五》主角）等，这些人物通常由麦克·马特（Mike Matei）扮演（但少數特别来宾為本尊），他也是每集开头的手绘标题卡作者。
除游戏之外，有时节目的主题也会是关于烂电影、失败的游戏硬件等等。而且有時也會出現短篇影片製作，內容不外與主題或出現人物互動等。
节目有一首主题曲，由凯尔·贾斯汀（Kyle Justin）作曲并演唱，贾斯汀和罗弗两人共同作词。
他表示很少玩在公元2000年過後發表的遊戲，但有時候會因為觀眾要求而遊玩（如在第118集的《大貨車極限競賽》）。

## 历史
节目最早于2004年5月诞生，当时詹姆斯在Cinemassacre.com上放了两段自己拍摄制作的NES游戏评论影片，当时他只是将影片在朋友间交流，并没有将影片系列化并广泛发布的打算，直到有一个朋友建议他在网上将影片大规模公开为止。
2006年，詹姆斯在YouTube上以“Angry Nintendo Nerd”的名义将这两段影片发布，由于作品其独特的风格而迅速爆红，詹姆斯也开始制作新的评论并形成系列。在YouTube发布了四个影片后转而在Screwattack Entertainment上发布影片，并受雇在隶属MTV的GameTrailers开辟专栏发布，如今詹姆斯在YouTube上只会发布剪辑过的最新节目的预告片。
起初节目单纯介绍NES上的劣质游戏。后来，詹姆斯因版权问题将节目名字改为“The Angry Video Game Nerd”，评论对象也从单纯的NES游戏扩展到了雅达利2600、SNES、Mega Drive、PlayStation等主机的游戏以及Power Glove等游戏硬體。
2007年，“The Angry Video Game Nerd”发售了DVD，收录了AVGN于2006年在网上发布的所有游戏评论影片以及一些新增加的DVD专有内容。
2011年3月3日的第100期开始，该节目开始以16:9格式制作；2011年12月7日的第106期开始起，该节目开始1080P高清制作。

## YouTube奖项
1. 43 - 最多訂閱 (所有時間) - 全世界
2. 14 - 最多訂閱 (所有時間) - 原創作者 - 全世界
3. 84 - 最多觀看次數 (本月) - 原創作者 - 全世界
4. 86 - 最多觀看次數 (所有時間) - 全世界
5. 39 - 最多觀看次數 (所有時間) - 原創作者 - 全世界

## 周边媒体

### 憤怒電玩宅大電影
Angry Video Game Nerd: The Movie 是一套由罗弗自編自導自演的獨立電影，將於2014年夏天於洛杉矶和加州少量電影院和Vimeo線上放映。故事講述電玩宅被一大尋粉絲要求他為史上最差電子遊戲《E.T.外星人》作評論，初時他常常拒絕，但是在三名粉絲熱心資助下，他下定決心前往遊戲卡帶所被掩埋的新墨西哥州沙漠裡拍片。誰知卻捲入被聯邦政府誤會他們調查51區與UFO墜毀的風波。

### 电子游戏
2013年9月20日，由FreakZone Games开发的官方游戏《喷神James大冒险》在Steam发布。2016年3月29日，其续作《喷神James大冒险2: 菊化》在Steam发布。

## 影響
在日本動畫THE UNLIMITED 兵部京介第五集中，可以看到AVGN和他朋友懷舊評論狂作為路人出現。

## 注脚
1. ↑  https://www.youtube.com/watch?v=WEz0IoffV9g （页面存档备份，存于） AVGN Games - Angry Video Game Nerd - Episode 115
 17分36秒
2. ↑  James Rolfe.  (DVD). ScrewAttack. 2007.
3. ↑  . Steam.   [2013-09-21]. （原始内容存档于2020-12-18）.
4. ↑  . （原始内容存档于2020-11-11）.